# Fetch
Fetch — седьмой студийный альбом японской рок-группы Melt-Banana, выпущенный в 2013 году.

## Восприятие
| Оценки критиков | Оценки критиков |
| Источник        | Оценка          |
| --------------- | --------------- |
| AllMusic        | [ 1 ]           |
| PopMatters      | [ 2 ]           |
| Pitchfork       | [ 3 ]           |
| Paste           | [ 4 ]           |

Альбом получил преимущественно положительные отзывы от критиков. Агрегатор Metacritic поставил Fetch 80 баллов из 100 на основании 12 отзывов от разных музыкальных изданий.
Рецензент PopMatters Бенджамин Олсон высоко оценил альбом, выделяя звук драм-машины. Он охарактеризовал Fetch как смесь всех предыдущих альбомов Metl-Banana, но при этом как самую «оригинальную работу группы», выделяющуюся на фоне альбомов множества других групп в экстремальных жанрах. Одной из отличительных черт альбома Олсон назвал его весёлость: «эта музыка заставляет себя чувствовать чрезвычайно живым». Джейсон Хеллер из Pitchfork также отмечает позитивный настрой альбома, а также называет его лучшим за 20 лет существования группы. Мэттью Коллар из издания AllMusic посчитал альбом «прекрасно детализированным».

## Список композиций
| №   | Название                      | Длительность |
| --- | ----------------------------- | ------------ |
| 1.  | «Candy Gun»                   | 4:07         |
| 2.  | «The Hive»                    | 2:14         |
| 3.  | «Vertigo Game»                | 1:26         |
| 4.  | «Lefty Dog (Run, Caper, Run)» | 1:52         |
| 5.  | «Infection Defective»         | 4:10         |
| 6.  | «My Missing Link»             | 3:40         |
| 7.  | «Zero+»                       | 2:06         |
| 8.  | «Schemes of the Tails»        | 3:47         |
| 9.  | «Lie Lied Lies»               | 2:03         |
| 10. | «Red Data, Red Stage»         | 1:41         |
| 11. | «Then Red Eyed»               | 1:19         |
| 12. | «Zero»                        | 3:45         |

## Участники записи
- Ясуко Онуки — вокал
- Итиро Агата — гитара, эффекты[3]